# Toxorhina ammoula
Toxorhina ammoula är en tvåvingeart som beskrevs av Günther Theischinger 1994. Toxorhina ammoula ingår i släktet Toxorhina och familjen småharkrankar. Inga underarter finns listade i Catalogue of Life.